# 4. Gesamtschule Aachen
Die 4. Gesamtschule in Aachen ist eine vierzügige integrierte Gesamtschule als Ganztagsschule im Stadtteil Aachen-Mitte. Sie wurde am 1. August 2011 eröffnet. Die Schule ist in zwei Gebäuden aufgeteilt, die sich jeweils in zwei gegenüberliegenden Straßen befinden.

## Geschichte
CDU und Grüne legten am 31. März 2011 einen Ratsantrag vor, der die Verwaltung beauftragte, bis Oktober des Jahres eine Vorlage für die Reduzierung, Konzentrierung und Bündelung von Sekundarstufe-I-Schulen zu erstellen, in der auch eine vierte Gesamtschule Option sei. Der Regierungspräsident Hans Peter Lindlar wies in einem Interview mit den Aachener Nachrichten im April 2010 darauf hin, dass die Neugründung einer Gesamtschule zu diesem Zeitpunkt aus rechtlichen Gründen nur als Halbtagsschule möglich sei. Die rechtliche Grundlage änderte sich nach den Landtagswahlen in Nordrhein-Westfalen. Da zum Schuljahr 2010/2011 erneut 140 Kinder von den bestehenden drei Gesamtschulen abgewiesen werden mussten, nahmen Elternvertreter im Mai 2010 dies zum Anlass, dem Bürgerforum eine Unterschriftensammlung für eine vierte Gesamtschule in Aachen zu unterbreiten. CDU, Grüne, SPD und Linke signalisierten ihre Zustimmungsbereitschaft. Zu diesem Zeitpunkt wurden im Bürgerforum erste Standorte diskutiert. Die Initiative der David-Hansemann-Schule im September 2010 machte die Neugründung am Standort Sandkaulstraße möglich. Eltern und Kollegium sprachen sich für die Gründung aus, wobei sowohl die Eltern als auch die Lehrer der David-Hansemann-Realschule im Rahmen einer Abstimmung davon ausgingen, dass die Realschule in eine Gesamtschule umgewandelt werden sollte. Gegen den Wunsch des Lehrerkollegiums entschied der Rat der Stadt Aachen im Dezember 2010, eine neue 4. Gesamtschule am Standort Sandkaulstraße zu gründen und die Realschule auslaufend zu schließen. Im Februar 2011 waren die erforderlichen 112 Anmeldungen erreicht.

## Standorte
Die Schule wurde – wie schon die David-Hansemann-Realschule zuvor – an zwei Standorten eingerichtet. In der Sandkaulstraße 75 sind die Jahrgangsstufen 5 bis 8 untergebracht und in der Sandkaulstraße 12 die Jahrgangsstufen 9 bis 13, die sich den Gebäudekomplex weiterhin mit der David-Hansemann-Schule teilen. Die beiden Standorte liegen etwa 400 m auseinander.
Der Gebäudekomplex in der Sandkaulstraße 75 war ursprünglich für eine Volksschule gebaut worden. Der Aachener Architekt Peter Michael Pielen entwarf die Schule im Innenhof der Bebauung zwischen Sandkaul-, Achter-, Berg- und Rochusstraße. Neben den Gebäuden war auch die Gestaltung der Freianlagen wichtig. Grünflächen, Strauch- und Baumgruppen sowie „Tummelwiesen“ wurden gärtnerisch angelegt. Für die Anpassung des Gebäudes an die Bedürfnisse der neuen Gesamtschule wurde von der Stadt ein Wettbewerb ausgelobt. Die Ergebnisse wurden im Dezember 2011 vorgestellt.
Auf dem Schulgelände befinden sich neben den beiden durch die Mensa verbundenen Türmen zwei Schulhöfe, ein Bolzplatz, ein Biotop und eine Turnhalle. Während der Sanierung 2015/2016 musste der Lehrbetrieb vollständig in der Sandkaulstraße 12 stattfinden. Nach Fertigstellung der Baumaßnahmen konnten die Jahrgangsstufen 5 bis 8 in die renovierten Räume zurückkehren.

## Pädagogisches Konzept
Die Schule setzt auf gemeinsamen Unterricht im Sinne der Inklusion mit barrierefreien Zugängen und Aufzug. Vier Klassen pro Jahrgang werden von einem festen Lehrkräfteteam betreut, das aus Tutoren und Fachlehrern besteht. Die Klassenleitung wird mit je zwei Tutoren besetzt, die die Klassen bis zum Abschluss begleiten. Der Unterricht findet im 90-Minuten-Rhythmus statt, montags, mittwochs und donnerstags auch am Nachmittag. In der Mensa besteht an diesen Tagen die Möglichkeit, ein Bio-Mittagessen einzunehmen.

### Besondere Projekte
Die Schüler des neunten Jahrgangs nehmen am Projekt Herausforderung teil, bei dem sie in selbstgewählten Projekten ihre Grenzen erfahren und daran wachsen.

## Ausstattung und Auszeichnungen
Im November 2022 erhielt die Schule einen Schulentwicklungspreis in Höhe von 12.750 €, vergeben von der Unfallkasse NRW für besondere Leistungen im Bereich Schulentwicklung.
Im Sommer 2016 wurde der neue, moderne Schulgebäudekomplex an der Sandkaulstraße eingeweiht. Die Aachener Zeitung beschrieb ihn als „schmucke, lichtdurchflutete und hochmoderne“ Einrichtung mit aktueller technischer Ausstattung, die Raum für innovative Lernformen bietet.